# Draba vesicaria
Draba vesicaria là một loài thực vật có hoa trong họ Cải. Loài này được Desv. mô tả khoa học đầu tiên năm 1814.